# Верво
Верво (італ. Vervò) — колишній муніципалітет Італії, у регіоні Трентіно-Альто-Адідже,  провінція Тренто. У 2015 році муніципалітет об'єднали разом з муніципалітетами Змарано, Таїо, Трес і Коредо, у єдиний муніципалітет Предайя.
Верво було розташоване на відстані близько 510 км на північ від Рима, 26 км на північ від Тренто.
Населення — 726 осіб (2012).
Щорічний фестиваль відбувається 11 листопада. Покровитель — святий Мартин.

## Демографія
Населення за роками:

Станом на 31 грудня 2010 року в муніципалітеті офіційно проживав 71 іноземець з 13 країн, серед них 31 громадянин країн Євросоюзу.

## Сусідні муніципалітети
- Кортачча-сулла-Страда-дель-Віно
- Ровере-делла-Луна
- Таїо
- Тон
- Трес